# Витрувий
Марк Витру́вий Поллио́н (лат. Marcus Vitruvius Pollio; ок. 80-70 гг. до н. э. — после 13 г. до н. э.) — древнеримский архитектор и механик, учёный-энциклопедист периода «августовского классицизма», или «золотого века» правления императора Октавиана Августа. Известен своим трактатом «Десять книг об архитектуре», в котором обобщил знания того времени о строительном искусстве и, в частности, вывел «три закона» архитектуры — знаменитая «Триада Витрувия»: прочность, польза, красота (лат. firmitas, utilitas, venustas).

## Биография
О жизни Витрувия известно крайне мало, а знания, дошедшие до наших дней, имеют вероятностный характер, поскольку источником биографических сведений являются труды самого Витрувия. Известно только его родовое имя (номен) — Vitruvius. Имя (преномен) Марк и прозвание (когномен) Поллион.
Предположительно, он родился как свободный римский гражданин в Кампании. Получил архитектурное образование. Во время гражданской войны под командованием Юлия Цезаря принимал участие в создании и обслуживании военных машин (doctores ballistarum). По его собственному описанию, он служил артиллеристом третьего класса. Во введении к трактату Витрувий упоминает своих соратников: Марка Аврелия, Публия Минидия и Гнея Корнелия. В самом трактате Витрувий упоминает, что воздвиг базилику в Юлиевой колонии Фана (книга V, глава1, п6).
Позднее, будучи военным инженером, или «смотрителем производства» (praefectus fabrum), самостоятельно занимался разработкой и созданием баллист и других осадных орудий, руководил аппариторами (низшими чиновниками; ветвь римской гражданской службы). Его имя упоминается в оглавлении «Естественной истории» Плиния Старшего, в разделе, посвящённом технике мозаики. Секст Юлий Фронтин упоминает «Витрувия-архитектора» в своей работе конца I века «Об акведуках» (De aquaeductu).                                                                 
Его военная служба, если судить по описаниям мест в трактате, вероятно, охватывала Северную Африку, Испанию, Галлию (включая Аквитанию) и Понт. Среди воплощённых архитектурных проектов Витрувия наиболее значимыми являются базилика в Фано, строительство акведука в Риме, мостов через Рейн в Галлии. Во время войны с царём Митридатом Витрувий был в Малой Азии, посетил Галикарнас, овладел греческим языком (позднее он писал свой трактат на странной смеси латыни и греческого, за что его осмеивали комментаторы). Витрувий обстоятельно изучил древнегреческую архитектуру. Свой трактат он посвятил императору Августу.
В последующие годы император Август через свою сестру Октавию Младшую материально поддерживал Витрувия, дав ему право на то, что может быть названо пенсией, гарантирующей финансовую независимость. Во введении к трактату, фактически являющимся посвящением императору, Витрувий превозносит достоинства, величие и мудрость Цезаря.
Открытым остаётся вопрос написан ли знаменитый трактат об архитектуре одним человеком или он представляет собой компиляцию, составленную последующими библиотекарями и переписчиками. По признанию самого Витрувия он пользовался сочинениями тридцати семи древних авторов, ныне утраченными, в частности архитектора Пифея.
Итальянский математик и инженер Джероламо Кардано в шестнадцатой книге энциклопедического сочинения «О тонкости сущностей» (De subtilitate rerum, 1550) причислил Витрувия к числу двенадцати человек, которые, по его мнению, «превзошли всех людей силой гениальности и изобретательности».
Дата смерти Витрувия неизвестна, что может косвенно свидетельствовать о том, что при жизни его работы не получили широкой известности .

## Архитектурная теория Витрувия
В римские времена архитектура охватывала более широкий круг практических задач, чем в настоящее время, включая не только возведение зданий и управление процессом строительства, но также изучение строительных материалов и конструкций, или материаловедение (книги вторая и седьмая трактата Витрувия), физику и химию, изучение естественной среды, включая воды и почвы (книга восьмая; в наше время: экология), машиностроение, военную инженерию, городское планирование, фортификацию, устройство мостов, водоёмов и плотин (книга десятая), астрологию и предсказание погоды (книга девятая) и многое другое. Причём архитектор должен был быть универсалом и обо всём заботиться самому, специализация появилась лишь в позднейшее время.
В частности, в Книге первой трактата IV главу Витрувий полностью посвятил описанию условий «здоровой местности» для расположения города. Такая местность «должна быть возвышенной, не туманной, не морозной и обращённой не к знойным и холодным, а к умеренным странам света, а кроме того, необходимо избегать соседства болот». В противном случае нездоровая местность может стать причиной болезней… «Также если город будет расположен у моря и обращён на юг или запад, он не будет здоровым, так как летом южная часть неба нагревается при восходе солнца и в полдень пылает; точно так же часть, обращённая на запад, при восходе солнца теплеет, в полдень бывает нагрета, а вечером раскалена» (Книга первая, Глава IV, 1).
Витрувий является автором, согласно современной терминологии, эргономической системы пропорционирования, позднее получившей распространение в изобразительном искусстве и архитектуре, символом которой стал рисунок (известный во множестве вариантов у разных авторов) под названием «Витрувианский человек». В основе архитектурных взглядов Витрувия лежало представление об универсальном объективном значении числовых закономерностей и пропорциональных отношений в строении Вселенной и человека, которыми надлежит руководствоваться и при сооружении зданий, и при построении машин.
Витрувий первым из теоретиков архитектуры высказал гипотезу о возникновении архитектуры из подражания природе (так называемая «Хижина Витрувия»): концепция, получившая в дальнейшем развитие в трудах теоретика искусства эпохи Просвещения и французского неоклассицизма М.-А. Ложье (и проиллюстрированная в его трактате), а затем усложнённая немецким архитектором и теоретиком Готфридом Земпером. Согласно последнему, деревянная, а затем и каменная архитектура следует идее «завешивания» плетёными ветвями, а потом циновками и тканями, изначальной «клети», каркаса будущей постройки. Таким образом, именно Витрувий заложил основы будущей теории связи конструкции и композиции в искусстве архитектуры, имевшей принципиально важное значение для архитектуры модернизма, в частности, так называемой дизайн-архитектуры, и в целом развитии концептуального дизайна XX—XXI веков.
Именно Витрувий ввёл в теорию и практику архитектуры понятие «ордер» (лат. ordo, ordin — строй, порядок), заменив им греческое слово «греч. ταξίς» (порядок, строй, устройство). За основу архитектурной композиции Витрувий взял систему древнегреческих ордеров (дорического, ионического и коринфского), объяснив их происхождение и основные особенности: конструкцию, состоящую из базы, колонны, или её фуста с капителью, и антаблемента, который делится на три части (снизу вверх): архитрав, фриз, карниз (Книга четвёртая). Позднее, в эпоху итальянского Возрождения архитектор Джакомо да Виньола в трактате «Правило пяти ордеров архитектуры» (1562) добавил к системе Витрувия римские модификации греческих ордеров: тосканский, римско-дорический, римско-ионический и композитный. Эта система не только составила основу архитектуры классицизма и неоклассицизма XVII—XIX веков, она действует в различных стилевых модификациях по настоящее время.
Витрувий вывел «три закона» архитектуры: прочность, польза, красота (лат. firmitas, utilitas, venustas), которые основываются на шести основных компонентах. Это: «строй» (собственно ордер, или таксис), «расположение, евритмия, соразмерность, благообразие и расчёт» (Книга первая, Глава II, 1-9).
В основу своей теории римский архитектор положил древний принцип «соответствий», разработанный братством «дионисийских архитекторов» (предположительно к этому братству принадлежал и сам Витрувий). Принцип подразумевает уподобление здания формам и частям тела человека, которое отвечает устройству Вселенной, поскольку делится на три части (голова, торс, ноги) и каждая часть, в свою очередь, также делится на три. Этому принципу в поисках гармонии следовали древнегреческие скульпторы, например Поликлет и Фидий.
Даниэле Барбаро, автор комментариев к трактату Витрувия, отмечал, что автор переносит на архитектурную композицию категории античной риторики: порядок (расположение элементов), украшение (благообразие), соразмерность, экономию и эвритмию, или уравновешенность. В подкрепление такой теории Витрувий приводит аналогию: девять греческих муз — символ гармонии — это возведённая в квадратную степень триада. Отсюда деление основных частей здания на три: фундамент, колонна, антаблемент. Каждая из этих частей также содержит три элемента. Исходя из троичности Витрувий определял и числовые соотношения размеров здания.
Витрувий соотносил пропорции архитектуры с ладами древнегреческой музыки, или модусами: строгим дорийским, радостным ионийским, бурным фригийским. Взяв за модуль «след» от колонны на стилобате, ее нижний диаметр (эмбат), он предложил наиболее гармоничные отношения величин: для дорического ордера отношение высоты колонны к эмбату равняется 1:7, для ионического — 1:8, для коринфского — 1:9. Ордеры таким образом выстраиваются в пропорциональный ряд от самого мощного дорического к утончённому коринфскому. Витрувий считал, что выбор того или иного ордера определяется тем, какому божеству посвящается храм, хотя греки использовали ордеры свободно, сочетая их один с другим. В результате трактат стал своеобразной энциклопедией архитектурных знаний своего времени.

## «Десять книг об архитектуре»
Трактат «Десять книг об архитектуре» (лат. De architectura libri decem) является по свидетельству самого Витрувия — единственной на тот момент книгой об архитектуре на латыни. Книга посвящена императору Августу как знак благодарности за оказанную им помощь. Историк науки Н. Д. Моисеев утверждал, что временем написания трактата был 13 год до н. э.
Автор обобщил в трактате опыт греческого и римского зодчества, рассмотрел комплекс сопутствующих градостроительных, инженерно-технических вопросов, практических правил строительного искусства и принципов художественного восприятия. В результате трактат представляет собой энциклопедию технических знаний своего времени.
За исключением нескольких свидетельств (Фронтин, Фавентин, Плиний Старший) труд Витрувия нашёл только очень небольшой отклик среди современников. Этому наверняка способствовала ограниченность темы, интересной тогда узкому кругу специалистов.
Трактат был известен в Средние века, существует более 80 средневековых манускриптов с текстом трактата на различных языках. Самый старый найденный датируется 996 годом и находится в Британском музее (Harley 2767). Однако наибольшую популярность работа приобрела в эпоху Ренессанса.
Часто указывается, что с открытия этой работы началось итальянское Возрождение. Без сомнения, «Десять книг об архитектуре» Витрувия повлияли на развитие Возрождения, но не могли быть его причиной (книги были хорошо известны в Средневековье). Скорее наоборот, в период возрастающего интереса к античности единственный сохранившийся античный автор не мог быть оставлен без внимания — даже при определённой несистематичности своего повествования. Трактат Витрувия изучался архитекторами с XV века вплоть до XIX века.
Витрувий первым из теоретиков архитектуры высказал гипотезу о возникновении архитектуры из подражания природе (так называемая «Хижина Витрувия»). Он поставил проблему золотой середины между теорией и практикой, описал основные понятия эстетики, соразмерность здания и человека, впервые в истории исследовал проблему музыкальной акустики помещений.
Около 1490 года комментарии к книге Витрувия составил архитектор Джакомо Андреа да Феррара. Итальянский прелат, теолог и гуманист Даниэле Барбаро в 1556 году осуществил перевод на итальянский язык и написал комментарии к трактату Витрувия (I dieci libri dell’architettura di M. Vitruvio tradutti et commentati da monsignor Barbaro. Venezia, 1556), а в 1567 году опубликовал исправленное итальянское издание и латинский текст с собственными комментариями под названием «M. Vitruvii de architectura, Venezia, 1567. Le illustrazioni dell’opera del Barbaro furono realizzate da Andrea Palladio». Оригинальные иллюстрации сочинения Витрувия не сохранились, а иллюстрации издания Барбаро были сделаны Андреа Палладио и награвированы Иоганном Кригером. Комментарий Барбаро важен не только в качестве примера изучения истории архитектуры, но и как вклад в область ренессансной эстетики в целом. Более ранние переводы были сделаны Фра Джованни Джокондо (1511) и Чезаре Чезариано (1521), но работа Барбаро считается наиболее точной. Барбаро объяснил некоторые из сложных технических разделов и прокомментировал отношения архитектуры и природы, но признавал, что теоретический и археологический опыт Палладио во многом способствовал успеху его работы.
В той или иной мере, теория Витрувия сохраняла своё значение до XIX века.

### Основополагающие принципы («составные части») архитектуры по Витрувию
Во второй главе трактата Витрувий описал шесть «составляющих» архитектуры:
1. Ordinatio (порядок, строй) — расположение и «правильное соотношение членов сооружения в отдельности и в целом для достижения соразмерности»;
2. Eurythmia (евритмия) — «состоит в красивой внешности и подобающем виде сочетаемых воедино членов»;
3. Symmetria (соразмерность) — «есть стройная гармония отдельных членов самого сооружения и соответствие отдельных частей и всего целого одной определённой части, принятой за исходную»;
4. Decor (благообразие) — «есть безупречный вид сооружения, построенного по испытанным и признанным образцам»;
5. Distributio (расчёт) — «заключается в выгодном использовании материала и места и в разумной, бережливой умеренности в расходах на постройки»;
6. Dispositio (расположение) — «удобное расположение зданий» согласно их назначению[12].

Считая, что наибольшего успеха в практических действиях можно достичь, лишь сочетая «механическую сноровку» с «теорией и научными знаниями», Витрувий уделил в своём трактате большое внимание теории машин, посвятив ей десятую книгу трактата, озаглавленную «Основы механики». Данная книга — это краткое практическое руководство по прикладной механике, содержащее описание различных механизмов для поднятия тяжестей, практические правила и строительные рецепты. Разъясняя читателю принцип действия этих механизмов, Витрувий обращается к задаче о равновесии рычага, придерживаясь при этом кинематического направления статики. В восьмой главе книги X Витрувий излагает теорию действия рассмотренных им машин, включая основанную на законе равновесия рычага теорию равновесия простых машин.
В этой книге Витрувий приводит первое известное определение машины: «Машина есть сочетание соединённых вместе деревянных частей, обладающее огромными силами для передвижения тяжестей». Он описывает изготовление грузоподъёмных, водоподъёмных и пневматических машин, а также военной техники — осадных и метательных орудий.

### Переводы
- В 1547 году в Париже издаётся французский перевод трактата (перевод Жана Мартена).
- В серии «Loeb classical library» сочинение издано в 2 томах в переводе Грейнджера (под № 251, 280).
- В серии «Collection Budé» сочинение издано Архивная копия от 4 марта 2016 на Wayback Machine в 10 отдельных книгах (издание завершено в 2009 году).

Русские переводы:
- Перро К. Сокращённый Витрувий, или Совершенный архитектор. — М., 1789.
- Первый перевод трактата на русский был осуществлён В. Баженовым и Ф. Каржавиным в 1792—1797 годах.[16][17]
- Марка Витрувия Поллиона об архитектуре. С примеч. г. Перо. / Пер. с фр. и прим. В. Баженова. — СПб., 1790—1797. Кн. 1-2. 1790. 230 с. Кн. 3. 1792. 136 с. Кн. 4. 1793. 122 с. Кн. 5. 1794. 159 с. Кн. 6. 1794. 96 с. Кн. 7. 1795. 86 с. Кн. 8. 1796. 75 с. Кн. 9. 1797. 79 с. Кн. 10. 1797. 208 с.
- Витрувий Марк Поллион. Десять книг об архитектуре / Пер. Ф. А. Петровского. — М.: Изд-во Всес. Академии архитектуры, 1936. — Т. 1. — 331 с. — (Классики теории архитектуры).
  - Переиздание: Марк Витрувий Поллион. Об архитектуре. / Пер. Ф. А. Петровского. (Серия «Из истории архитектурной мысли»). — М.: Едиториал УРСС, 2003. — 320 с. — 960 экз.
- В 2000 году — вышло в свет издание в обработке В. Л. Глазычева, ISBN 5-484-00192-7.

## Память
В честь Марка Витрувия Поллиона в 1935 году назван кратер на видимой стороне Луны.